# جان فرانسیس داج
جان فرانسیس داج (انگلیسی: John Francis Dodge؛ ۲۵ اکتبر ۱۸۶۴ – ۱۴ ژانویهٔ ۱۹۲۰) کارآفرین، بازرگان و مدیر ارشد اجرایی آمریکایی است، که در سال ۱۹۰۰ شرکت داج را تأسیس نمود.